# مایکل گرانلوند
مایکل گرانلوند (انگلیسی: Mikael Granlund؛ زادهٔ ۲۶ فوریهٔ ۱۹۹۲) بازیکن هاکی روی یخ اهل فنلاند است.